# کاوارنا
کاوارنا شهری در استان دوبریچ کشور بلغارستان است که جمعیت آن در سال ۲۰۰۱ میلادی ۱۱٬۴۷۹ نفر بوده‌است.